# Раскол во времени
«Раскол во времени» (англ. Time Crash) — мини-эпизод британского научно-фантастического телесериалa «Доктор Кто». Впервые был показан 16 ноября 2007 года на благотворительной программе «Дети в нужде». Сценарий написан Стивеном Моффатом. Дэвид Теннант и Питер Дэвисон сыграли Десятого и Пятого Докторов соответственно.
События серии происходят в последней сцене предшествующего эпизода «Последний Повелитель Времени». «Раскол во Времени» получил высокую оценку критиков и имел высокий рейтинг.

## Сюжет
События серии происходят в последней сцене предшествующего эпизода «Последний Повелитель Времени». Доктор (Дэвид Теннант), после того как попрощался с Мартой Джонс (Фрима Аджимен), встретил в ТАРДИС своё пятое воплощение (Питер Дэвисон). Десятый Доктор очень обрадовался встрече со своим старым «я», но Пятому это очень не понравилось. Он решил, что Десятый Доктор его фанат.
Они поняли, что две ТАРДИС слились в одну, потому что Десятый Доктор забыл включить защитное поле. Десятый и Пятый Доктора предотвращают конец света, создавая сверхмассивную чёрную дыру. Десятый Доктор осознаёт, что помнит то, что сделал, потому что запомнил это, когда был Пятым Доктором.
После того как Доктора попрощались друг с другом, Пятый Доктор посоветовал Десятому поднять щиты. Но было уже слишком поздно. Корабль «Титаник» врезался в ТАРДИС, что является концом серии «Последний Повелитель Времени» и началом «Путешествия проклятых».

## Производство
Эпизод впервые был задуман исполнительными продюсерами Джули Гарднер и Расселлом Ти Дейвисом, решившими пустить в эфир «промежуточную» историю. Джули попросила Стивена Моффата написать сценарий к специальному выпуску, который можно снять за один день, который будет происходить в одном месте и в котором нет спецэффектов. Дэвид Теннант смел предположить, что в эпизоде будут присутствовать два Доктора, один из которых Питер Дэвисон — его любимый Доктор. Дэвисону сделали предложение в июле 2007, и он согласился, чтобы впечатлить своих детей.
Моффат решил начать сюжет со сцены, когда Доктор прощается с Мартой Джонс. В сценарии указывается на то, что «в этот раз мы будем вместе с Доктором, как прежде… через мгновение он теряет контроль над всем» и идёт описание Пятого Доктора с «фраком, крикетным костюмом и веточкой сельдерея на отвороте пиджака». Также Моффат включил в серию несколько отсылок к эпизодам Пятого Доктора: Десятый Доктор упоминает Тиган Джованку, Ниссу, киберлюдей из эпизодов «Землетрясение» и «Пять Докторов», Мара из эпизодов «Кинда» и «Танец змеи», «смешные шапки» Повелителей Времени из «Арки бесконечности» и некоторые истории Эйнли-Мастера в течение приключений Пятого Доктора.
«Раскол во времени» снимался в Кардиффе 7 октября 2007. Грем Харпер, режиссёр финальной истории Пятого Доктора «Пещеры Андрозани», также являлся режиссёром этого эпизода. Чтобы воссоздать костюм Пятого Доктора, команда сериала позаимствовала некоторые вещи с выставки Доктора Кто в Блэкпуле и связала новый крикетный джемпер, чтобы отобразить стиль одежды, использовавшийся от «Кастровальвы» до «Воинов из глубины». Официально эпизод анонсировали на BBC 21 октября.

## Показ и критика
Предыдущие эпизоды «Доктора Кто», снятые для благотворительного марафона, включают в себя «Измерения во времени», «Доктор Кто и проклятие неизбежной смерти» и неназванный эпизод 2005 года. Специальный выпуск к двадцатилетию сериала, «Пять Докторов», транслировался в программе «Дети в нужде» в ночь премьеры в Великобритании.
Программа «Дети в нужде» стала самой просматриваемой программой ночи, собрав 9,6 миллионов зрителей. Главный пик был между 20:15 и 20:30. Когда «Раскол во времени» вышел в эфир, его посмотрели 11 миллионов зрителей. Он стал самым просматриваемым эпизодом, обогнав рейтинг эпизода «Роза», который собрал 10,8 миллионов. Пожертвования также достигли пика во время показа. Повтор эпизода четыре часа спустя набрал 2,5 миллионов зрителей. Позже рекорд в 11 миллионов побил эпизод «Путешествие проклятых», который набрал 13,3 миллиона.
Эпизод получил положительные отзывы критиков. Мартин Конаган, с TV squad, с уверенностью сказал, что «этот эпизод был главным событием вечера». Также он выразил благодарность Стивену Моффату за сценарий. Он сказал, что у Моффата «есть мастерство для создания заумных историй-парадоксов и ему удалось подхватить фантастический накал эмоций, возвращаясь к ранним дням Доктора Кто». Дек Хоган с «Digital Spy» также разделил убеждения Конагана. Он назвал сценарий Моффата «остроумным» и надеется, что Питер Дэвисон вернётся в сериал, но уже в «полный» эпизод. Аласдэр Стюарт с «Fireworks News» поблагодарил Моффата за его умение писать сценарии. Особенно он оценил появление Дэвисона и монолог Десятого Доктора «ты был моим Доктором». Он считает, что последнее было отличной данью памяти классическим сериям. Он закончил свою рецензию, называя эпизод «Доктор Кто и его самое лучшее».